# Calamaria pfefferi
Calamaria pfefferi este o specie de șerpi din genul Calamaria, familia Colubridae, descrisă de Stejneger 1901. Conform Catalogue of Life specia Calamaria pfefferi nu are subspecii cunoscute.